# HD 106252 b
HD 106252 b és un planeta extrasolar gegant gasós massiu, que posseeix una massa almenys 7,1 cops més massiu que Júpiter orbitantat 389 Gm o 12,6 μpc o 2,60 AU de HD 106252. El període orbital és de 516 dies o 4,15 anys o 49,8 mesos o 131 Ms.